# Jean Hamel (Eishockeyspieler)
Joseph Jean Pierre Hamel (* 6. Juni 1952 in Asbestos, Québec) ist ein ehemaliger kanadischer Eishockeyspieler, -trainer und -funktionär, der im Verlauf seiner aktiven Karriere zwischen 1969 und 1984 unter anderem 732 Spiele für die St. Louis Blues, Detroit Red Wings, Nordiques de Québec und Canadiens de Montréal in der National Hockey League (NHL) auf der Position des Verteidigers bestritten hat. Anschließend arbeitete Hamel zwischen 1984 und 1995 als Trainer in der American Hockey League (AHL) und Ligue de hockey junior majeur du Québec (LHJMQ). Sein jüngerer Bruder Gilles war ebenfalls als professioneller Eishockeyspieler in der NHL aktiv.

## Karriere
Hamel verbrachte seine Juniorenzeit zwischen 1969 und 1972 in der Ligue de hockey junior majeur du Québec (LHJMQ) bei den Rangers de Drummondville. Dort lief der Verteidiger insgesamt drei Spielzeiten lang auf und bestritt in diesem Zeitraum insgesamt 197 Partien, in denen er 85 Scorerpunkte sammelte. Zudem wurde er nach Abschluss der Saison 1971/72 ins Second All-Star Team der Liga gewählt und daraufhin im NHL Amateur Draft 1972 in der dritten Runde an 42. Stelle von den St. Louis Blues aus der National Hockey League (NHL) ausgewählt. Seine Transferrechte in der World Hockey Association (WHA), die zur Saison 1972/73 den Spielbetrieb aufnahm, um mit der NHL in Konkurrenz zu treten, hielten seit dem WHA General Player Draft im Februar 1972 die Nordiques de Québec.
Der Abwehrspieler entschied sich zur Spielzeit 1972/73 in die NHL zu wechseln und bei den St. Louis Blues einen Vertrag zu unterschreiben. Das Talent verbrachte die ersten beiden Spielzeiten seiner Profikarriere jedoch im ständigen Wechsel zwischen dem NHL-Kader St. Louis’ und dem des Farmteams, den Denver Spurs aus der Western Hockey League (WHL). Einen Großteil der Saison 1973/74 verpasste Hamel jedoch wegen einer Erkrankung am Pfeifferschen Drüsenfieber. Er absolvierte daher für St. Louis und Denver kombiniert nur 33 Spiele in diesem Spieljahr. Bedingt war dies aber zusätzlich durch einen Transfer im Februar 1974, bei dem er gemeinsam mit Chris Evans und Bryan Watson zu den Detroit Red Wings transferiert wurde, während Ted Harris, Bill Collins und Garnet Bailey in die entgegengesetzte Richtung zu den St. Louis Blues wechseln. In der Organisation der Detroit Red Wings wurde der Franko-Kanadier ab dem Zeitpunkt des Wechsels bis zum Ende der Spielzeit 1980/81 – mit der Ausnahme eines kurzen Gastspiels in der Spieljahr 1977/78 beim Kooperationspartner Kansas City Red Wings aus der Central Hockey League (CHL) – heimisch. Gleich in der Saison 1974/75 bestritt er mit 24 Scorerpunkten sein bestes NHL-Jahr. Ebenso wurde er über den NHL Expansion Draft 1979 hinaus, in den er ungeschützt gegangen war, im Kader behalten, nachdem die Winnipeg Jets Al Cameron von den Red Wings ausgewählt hatten.
Erst im Sommer 1981 trennten sich die Wege Detroits und Hamels, nachdem sein auslaufender Vertrag nicht verlängert worden war. Er schloss sich daraufhin als sogenannter Free Agent den Nordiques de Québec an, die zwei Jahre zuvor als eines von vier WHA-Franchises in die NHL aufgenommen worden waren. Der Defensivspieler absolvierte dort zwei Spielzeiten, in deren erster er auch einige Partien für das Farmteam Fredericton Express in der American Hockey League (AHL) absolvierte. Nach zwei Jahren in Québec City wurde Hamel im NHL Waiver Draft vor der Saison 1983/84 von den Canadiens de Montréal ausgewählt, wo er schließlich seine letzte Profispielzeit bestritt. Zu einer weiteren Saison im Trikot der Habs kam es nicht, da sich der Verteidiger in einem Vorbereitungsspiel auf die Saison 1984/85 derart schwer am Auge verletzte, dass er trotz einer Operation seine Karriere im Alter von 32 Jahren nicht fortsetzen und daher umgehend beenden musste.
Nach seinem Karriereende verblieb Hamel jedoch in der Organisation der Canadiens de Montréal und wurde im Dezember 1984 zum Assistenztrainer des Farmteams Canadiens de Sherbrooke ernannt. Er arbeitete zunächst zwei Spieljahre unter dem Cheftrainer Pierre Creamer und gewann 1985 mit dem Team den Calder Cup, ehe Hamel zur Spielzeit 1986/87 zum gleichberechtigten Cheftrainer neben Creamer befördert wurde. Obwohl das Duo die Canadiens in diesem Spieljahr erneut in die Finalserie um die Meisterschaft führte, wurde zur Saison 1987/88 mit Pat Burns ein neuer Cheftrainer verpflichtet und Hamel rückte wieder als Assistenztrainer an seine Seite. Zur folgenden Spielzeit wurde er schließlich zum alleinigen Cheftrainer ernannt. Im Sommer 1990 endete das Engagement in Sherbrooke nach fast sechs Jahren und Hamel wechselte in die Ligue de hockey junior majeur du Québec, wo er vier Jahre lang in Personalunion Cheftrainer und General Manager der Voltigeurs de Drummondville. Zur Saison 1994/95 wechselte er innerhalb der Liga zu den Tigres de Victoriaville. Das dortige Arbeitsverhältnis wurde jedoch kurz nach dem Beginn der Folgesaison Ende Oktober 1995 aufgelöst. Seine letzte Trainerstation waren nach einer mehrjährigen Pause in der Spielzeit 1999/2000 die Aztèques d’Asbestos aus seiner Geburtsstadt, die am Spielbetrieb der Ligue de hockey semi-professionnelle du Québec (LHSPQ) teilnahmen.

### International
Seinen einzigen Auftritt auf internationaler Bühne hatte Hamel im Rahmen des Iswestija-Pokals 1978 in der sowjetischen Hauptstadt Moskau. Dort nahm er mit einer vom kanadischen Eishockeyverband Hockey Canada sanktionierten Mannschaft mit dem Namen NHL Future Stars teil. Hamel blieb beim Erreichen des dritten Platzes in vier Turnierpartien punktlos.

## Erfolge und Auszeichnungen
- 1972 LHJMQ Second All-Star Team
- 1985 Calder-Cup-Gewinn mit den Canadiens de Sherbrooke (als Assistenztrainer)

## Karrierestatistik

### International
Vertrat die National Hockey League bei:
- Iswestija-Pokal 1978

(Legende zur Spielerstatistik: Sp oder GP = absolvierte Spiele; T oder G = erzielte Tore; V oder A = erzielte Assists; Pkt oder Pts = erzielte Scorerpunkte; SM oder PIM = erhaltene Strafminuten; +/− = Plus/Minus-Bilanz; PP = erzielte Überzahltore; SH = erzielte Unterzahltore; GW = erzielte Siegtore; 1 Play-downs/Relegation; Kursiv: Statistik nicht vollständig)